# 港九工團聯合總會
港九工團聯合總會（英語：Hong Kong and Kowloon Trades Union Council），簡稱工團總會（HKTUC），成立於1948年9月，亦為國際自由勞聯（ICFTU）會員，致力爭取勞工權益及自由工會運動，政治立場鮮明，為親中國國民黨的工會。截至2021年12月31日，組識轄下有20個屬會，2,054名會員。
工團總會在香港主權移交後，影響力大減，屬會被泛民主派的香港職工會聯盟吸收，例如包括實力最強的中華巴士自由工會（後因專營權轉移易名新世界第一巴士職工會，現在並為工黨執行會員，並於2023年新城合併後改名為匯達交通(城巴)員工協會）、電梯職工自由工會等在回歸後轉投為職工盟屬會。

## 簡介
港九工團聯合總會於1946年開始籌組，於1948年9月成立，由馮海潮出任成立大會主席團主席，並且獲選為常務理事。
1954年11月，召開第七屆會員代表大會，通過籌建勞工大廈，並推選何康、林旭生、黃波、黃耀錦、馮海潮等五人為起草計劃委員負責籌建。1956年籌得20多萬元經費，至1957年再籌得10萬多元，由何康擔任建廈委員會主任，以20餘萬元購入旺角長沙街11號地皮，於同年10月10日舉行勞工大廈奠基禮。1958年5月1日，勞工大廈正式落成啟用。勞工大廈於1997年重建，易名悅旺商業大廈，2001年轉售，再易名漢普頓酒店。
港九工團聯合總會會長何康病逝香港（1971年），中國國民黨中央評議委員、港九工團聯合總會會長何康，三月三日病逝香港，殯禮於七日在九龍殯儀館舉行。香港工運先進何康逝世追悼會，四月三日上午在台北市僑聯總會舉行，由國民黨中央委員會第三組主任馬樹禮主祭。
自從勞工顧問委員會成立以來，歷年工團總會皆有成員出任勞方代表，成立大會主席團主席馮海潮由1950年至1970年曾擔任勞方代表長達20年，現任勞顧會代表為羅大智（任期：2021－2022年、2023－2024年）。2017年改由羅大智出任主席。
工團總會前會長彭震海曾在1985年至1995年出任立法局勞工界功能組別議員長達10年，而前會長湯煥暉於1980年及1983年，在第一屆第三次及第四次增額選舉，以及秘書長陳恩賜在1986年及1989年的第一屆第五次及第六次增額選舉，先後當選中華民國僑選立法委員。
工團總會主席李國強指1997年香港主權移交後展示中華民國國旗經常遇阻撓，批評97後自由收窄，至馬英九執政時期兩岸關係好轉，青天白日滿地紅旗被警方敵視情況才有所減少。
2020年，前任主席李國強接受《信報》訪問時稱工團總會成立以來一直主張中國統一，反對台獨亦不贊成港獨，同時指部分人對歷史無知而標籤舉中華民國國旗者為分裂國家。

## 工團屬會
現有屬會二十個，來自製造、運輸、服務等行業，其中以九龍巴士職工總會為主力。
香港航業海員合併工會曾經是工團總會中最具實力的工會，成員逾萬人。不過已經在2014年退出。
- 港九粉麵製造業工會（登記編號：309）
- 香港西服縫造業自由工會（登記編號：346）
- 印刷業員工協會（登記編號：834）
- 港九鑄造業職業工會（登記編號：343）
- 港九造船鋼鐵業技工會（登記編號：349）^ 已多時沒有更新其會員數目的職工會，故其申報會員數目將不會被刊登
- 港九電器業職業工會（登記編號：194）
- 港九竹器山貨同業工會（登記編號：175）
- 港九酒樓茶室總工會（登記編號：87）
- 港九西商酒店酒樓工會（登記編號：289）
- 港九飯店職工總會 (登記編號：262)
- 九龍巴士職工總會（登記編號：280）
- 電車自由工會（登記編號：297）
- 九龍的士司機自由工會（登記編號：406）
- 香港的士業司機技工自由工會（登記編號：481）
- 大廈管理員職工會（登記編號：455）
- 港九室內清潔職工會（登記編號：378）
- 衛生清潔服務員工會（登記編號：1012）
- 家務助理及幼兒工作者工會（登記編號：910）
- 攝影及沖印業職工會（登記編號：915）
- 報紙零售業職工會（登記編號：936）
- 港九飲食業工會聯會 (登記編號：

## 立法局選舉

### 1985年香港立法局選舉
會長彭震海參加立法局功能組別勞工界選舉，自動當選。

### 1988年香港立法局選舉
會長彭震海參加立法局功能組別勞工界選舉，再次自動當選連任。

### 1991年香港立法局選舉
會長彭震海參加立法局功能組別勞工界選舉，再次自動當選連任。

### 1995年香港立法局選舉
會長彭震海由於年事已高，放棄尋求連任，改派副會長李國強參加立法局功能組別勞工界選舉，獲得262票，不敵工聯會鄭耀棠的684票及勞聯李啟明的533票，宣告落選。

### 1998年香港立法會選舉
秘書長陳恩賜參加立法會功能組別勞工界選舉，只獲得99票落選。

### 2000年香港立法會選舉
副主席梁雪芳參加立法會功能組別勞工界選舉，只獲得102票落選。
此後的立法會選舉，工團總會未有再派候選人參加。

## 其他香港勞工組織
- 街坊工友服務處
- 香港職工會聯盟
- 香港工會聯合會
- 港九勞工社團聯會
- 工黨 (香港)

## 外部連結
- 港九工團聯合總會的Facebook專頁